# Дэвид Норт
Дэвид Норт (англ. David North), также известен как Кристоф Норд (англ. Christoph Nord) — персонаж американских комиксов издательства Marvel Comics, наиболее известный как один из второстепенных героев в комиксах о Людях Икс и Росомахе. Был создан сценаристом Джоном Бирном и художником Джимом Ли и дебютировал в X-Men #5 (февраль 1992) под прозвищем Мэверик (англ. Maverick). Кроме того, у него было несколько других псевдонимов, таких как Агент Зеро (англ. Agent Zero).
Норт был членом команды Икс и мутантом, который мог поглощать и манипулировать кинетической энергией; также являлся талантливым шпионом, стрелком и наёмником.

## Вне комиксов

### Телевидение
- Кристоф Норд / Мэверик появляется в мультсериале «Люди Икс» (1992), где его озвучил неизвестный актёр. Он является бывшим членом команды Оружие Икс, который пытается восстановить утраченные воспоминания.
- Криспин Фриман озвучил Кристофа Норда / Мэверика в мультсериале «Росомаха и Люди Икс» (2009)[8].

### Кино
В фильме «Люди Икс: Начало. Росомаха» (2009), действие которого разворачивается в рамках серии фильмов о Людях Икс, Агента Зеро сыграл американский актёр Дэниел Хенни. Зеро состоял в команде Икс, возглавляемой полковником Уильямом Страйкером, и был его правой рукой. По приказу Страйкера должен был захватить пережившего процедуру по внедрению адамантия Росомаху, однако был взорван им после крушения на вертолёте.

### Видеоигры
Роберт Ву озвучил Агента Зеро в игре X-Men Origins: Wolverine (2009), основанной на одноимённом фильме 2009 года. Здесь Росомаха пронзает его когтями после падения вертолёта.

### Товары
Компания по производству игрушек Hasbro выпустила фигурку Мэверика в рамках линейки Marvel Legends.